# サスーン湾

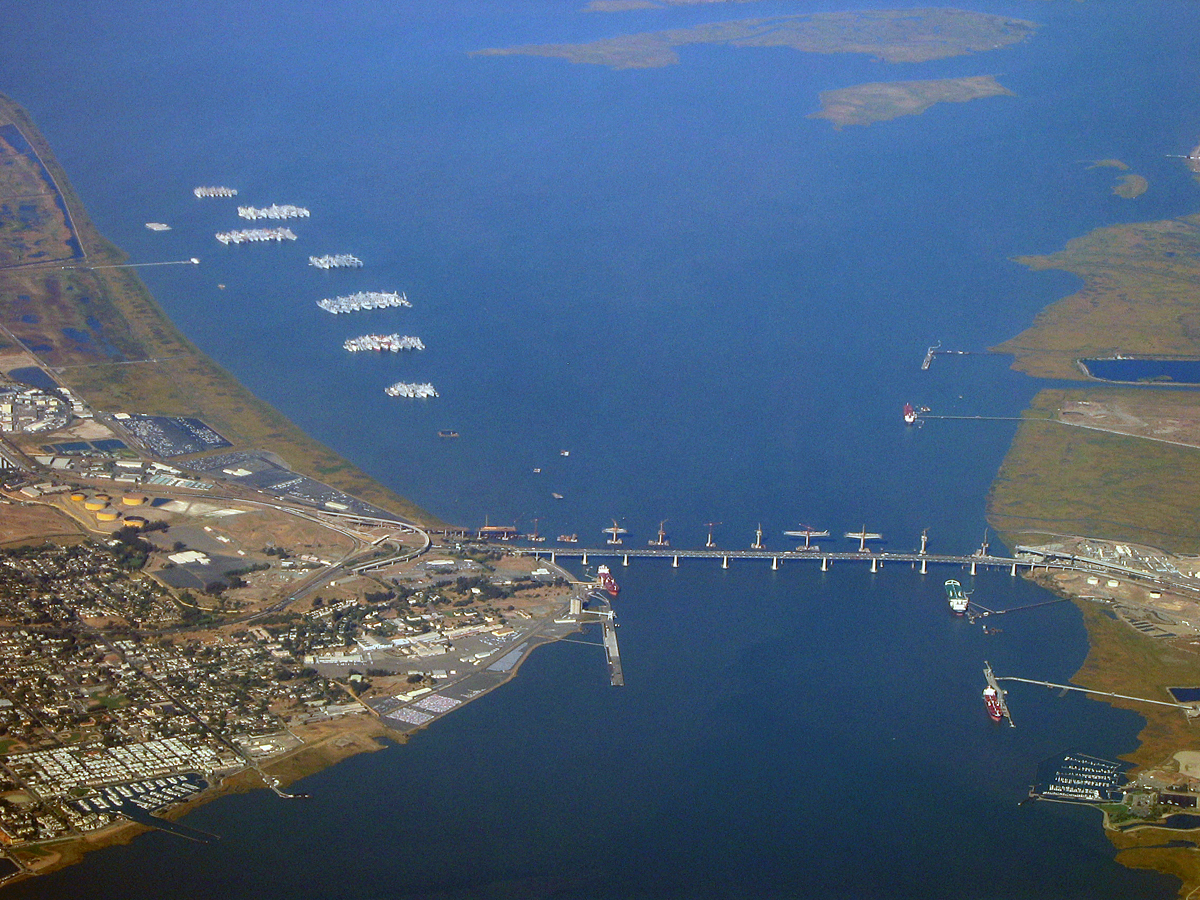
西からの俯瞰。左がベニーシャ、右がマーティネズ

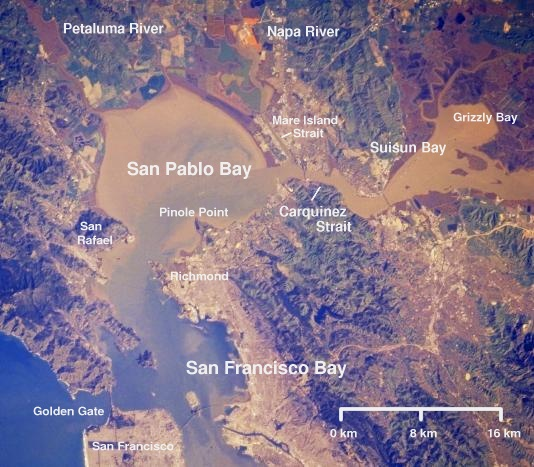
左：サンパブロ湾 右：サスーン湾

サスーン湾（サスーンわん、Suisun Bay、発音："suh-soon", [səˈsuːn]）は、アメリカ合衆国カリフォルニア州の湾。サンフランシスコ湾の北東部にある。湾はサクラメント川とサンワーキン川の合流点に位置し、三角州を形成している。サスーン沼は湾の北部に位置する海水沼であり、カリフォルニアで最大の沼地である。
湾は1811年に、同地域に居住するインディアンのサスーン族に因んで名付けられた。「サスーン」の語はパトウィン族に起源を発し、サスーンシティも同じ語源を持つ。
西端にはカーキネス海峡があり、そこからサンパブロ湾に繋がる。カーキネス海峡にはカーキネス橋とベニーシャ・マーティネズ橋が架かる。東端ではサクラメント川とサンワーキン川にカリフォルニア州道160号線の橋が架かる。

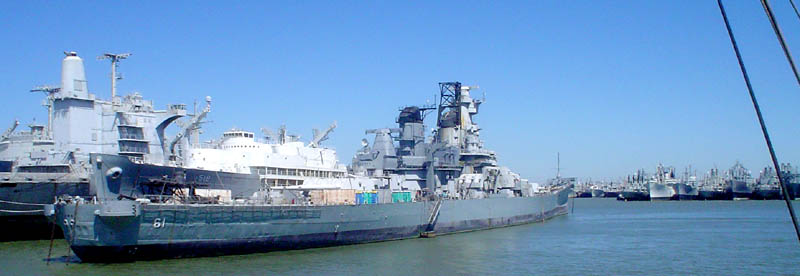
サスーン湾のアイオワ (USS Iowa, BB-61) と「幽霊艦隊」

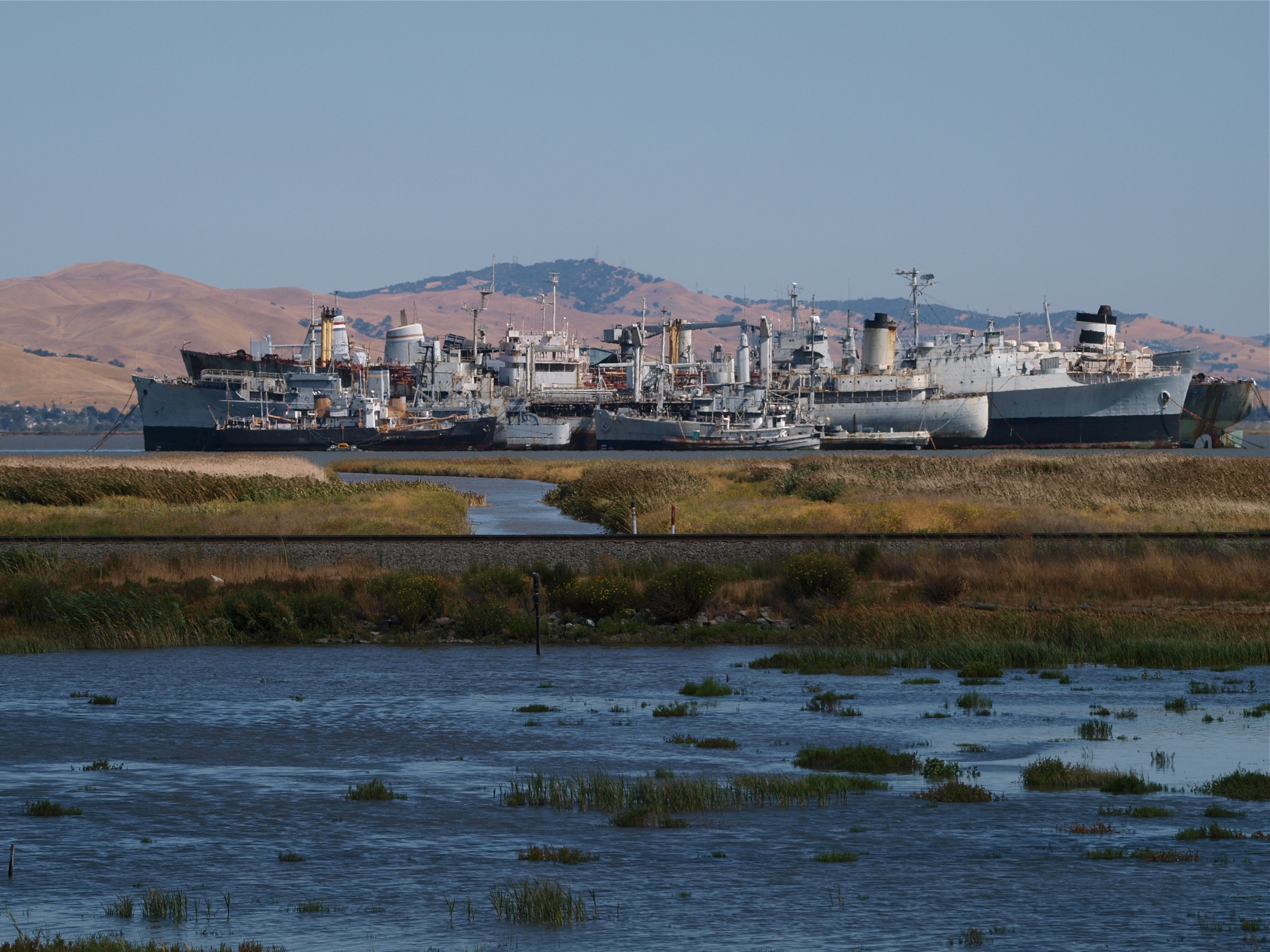
別角度から見た「幽霊艦隊」

2004年4月28日、キンダー・モーガン・エナジー・パートナーズが操業する石油パイプラインが損傷、およそ1,500バレル (264m3) のディーゼル燃料が漏出した。
2010年、予備役艦隊を段階的に撤去する計画が発表された。艦隊は2017年までに完全に撤去される。
2013年、サンフランシスコ湾の一部としてラムサール条約登録地となった。